# 阿匹斯
阿匹斯（英語：Apis (god)）。古埃及孟斐斯神祇之一。为一公牛形象，其事迹反映于托勒密王朝时期祭司历史学家曼内托的著述中，亦于相关的文物中得到出现，具有重大地宗教影响与历史意义。